# Loosdrechtse porseleinfabriek

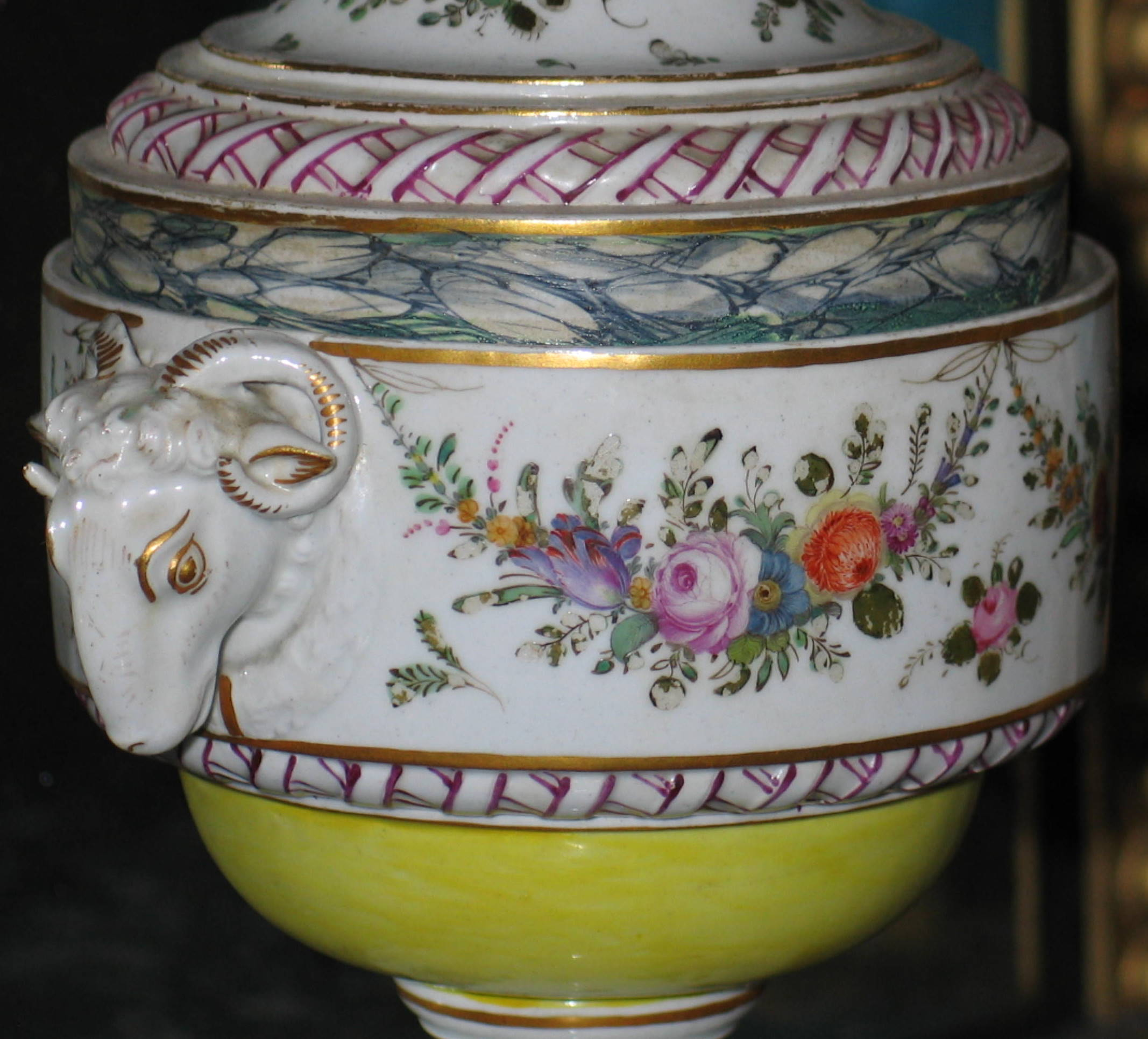
Detail Loosdrechts porselein, met ramskop en bloemen, Museum Geelvinck-Hinlopen Huis.

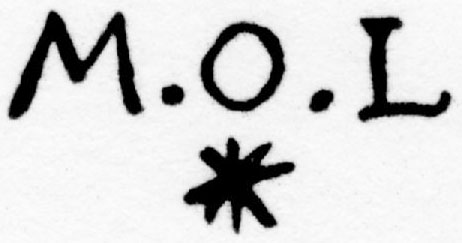
Merkteken van Manufactuur Oud-Loosdrecht, tussen 1774 en 1782

De Loosdrechtse porseleinfabriek was een fabriek in Oud-Loosdrecht waar porselein werd gemaakt. De fabriek werd in 1774 opgericht door dominee Joannes de Mol. 

## Geschiedenis
De Mol kwam in 1752 in Oud-Loosdrecht wonen, waar zijn broer een positie als baljuw bekleedde. Daar leerde hij de schatrijke weduwe Anna de Haze en haar verzameling Meissen porselein kennen. In 1774 kocht De Mol een partij klei op uit de kelders van het Muiderslot, overgebleven van de Weesper porseleinfabriek. Die fabriek was in 1759 opgezet door de graaf van Gronsveld, drost van Muiden en lid van de Admiraliteit van Amsterdam. De manufactuur werd failliet verklaard in 1770 en had de laatste twee jaren weinig meer geproduceerd. 
De Mol begon met zijn experimenten in het tuinhuis achter de pastorie van de protestantse kerk in Oud-Loosdrecht. Een deel van het productieproces vond echter plaats in De Bilt. Op het landgoed Vollenhoven stond een pletmolen met stamperij waar veldspaat, maar mogelijk ook goedkoop chinees porselein, werd vermalen. De grondstoffen werden in een kelder aan de Oudegracht in Utrecht vermengd met een geschikte klei en kwarts en vervolgens verscheept naar Oud-Loosdrecht. 
In de fabriek te Oud-Loosdrecht waren zestig mannen, waaronder twintig als schilder, en 25 kinderen aan het werk. Nicolaas Wicart werkte van 1774 tot 1784 als porseleinschilder bij de fabriek. Onder de acht buitenlandse werknemers bevond zich Louis Gerverot, toen al bekend als schilder van exotische vogels en verfbereider. Voor de financiering van het bedrijf stonden enkele Amsterdamse kooplieden en zijn schoonzuster, Eva de Mol-van Eibergen, garant die gezamenlijk 200.000 gulden in de fabriek investeerde. 
In 1779 werd De Mol gelauwerd door de Oeconomische Tak voor zijn verdiensten in het kader van de armenzorg en werkgelegenheid. De Mol nam ook voormalige soldaten uit Suriname op proef. De directeuren van de Sociëteit van Suriname hadden contact met hem gelegd en belegden in zijn bedrijf. J.G. Eichhorn, die een stijve rechterarm had, ging als eerste aan de slag voor een salaris van twee gulden per week. De Sociëteit legde eenzelfde bedrag toe. Niettemin had De Mol, inmiddels patriot, grote moeite het hoofd boven water te houden. Zijn producten waren bijzonder duur: een kop-en-schotel kostte zeven gulden, wat voor de meeste mensen neerkwam op meer dan een weeksalaris.
De Loosdrechtse porseleinfabriek had het meest te duchten van concurrent Anton Lyncke die uit Ansbach en Doornik geïmporteerd porselein in Den Haag liet beschilderen. De Mol organiseerde speciale lotterijen om zijn waren te slijten, maar was in 1781 gedwongen opnieuw geld bij de Amsterdamse bankier en kunstverzamelaar John Hope te lenen. Zo kwam Barbara van der Hoeven, de echtgenote van Hope, in het bezit 25% van de aandelen in de Manufactuur Oud-Loosdrecht (M.O.L.). In 1782 overleed De Mol. De fabriek werd door de overgebleven aandeelhouders, de heren Joachim Rendorp, Dedel, John Hope en Cornelis van der Hoop, geliquideerd. Dit nam veel tijd in beslag en op 1 mei 1786 werden de onroerende goederen van De Mol verkocht. De productie werd verplaatst naar Ouder- en vervolgens naar Nieuwer-Amstel.
Rond het jaar 2000 is op de plek van de oude fabriek archeologisch onderzoek gedaan. Uit archiefstukken blijkt dat er een houten gebouw heeft gestaan met een woonruimte op de bovenverdieping. De fabriek had een grote gemetselde oven. De fabriek lag tussen de weg en het water van de Loosdrechtse Plas. Op het fabrieksterrein van dominee De Mol aan de Oud-Loosdrechtseweg zijn resten van de fabriek aangetroffen en verder complete porseleinen producten, fragmenten van porselein en misbaksels.
Het Kasteel Sypesteyn in Loosdrecht beschikt over een grote collectie porselein van deze fabriek. Hieronder nog enkele foto's van M.O.L. porselein uit de collectie van het Rijksmuseum Amsterdam.

## Fotogalerij

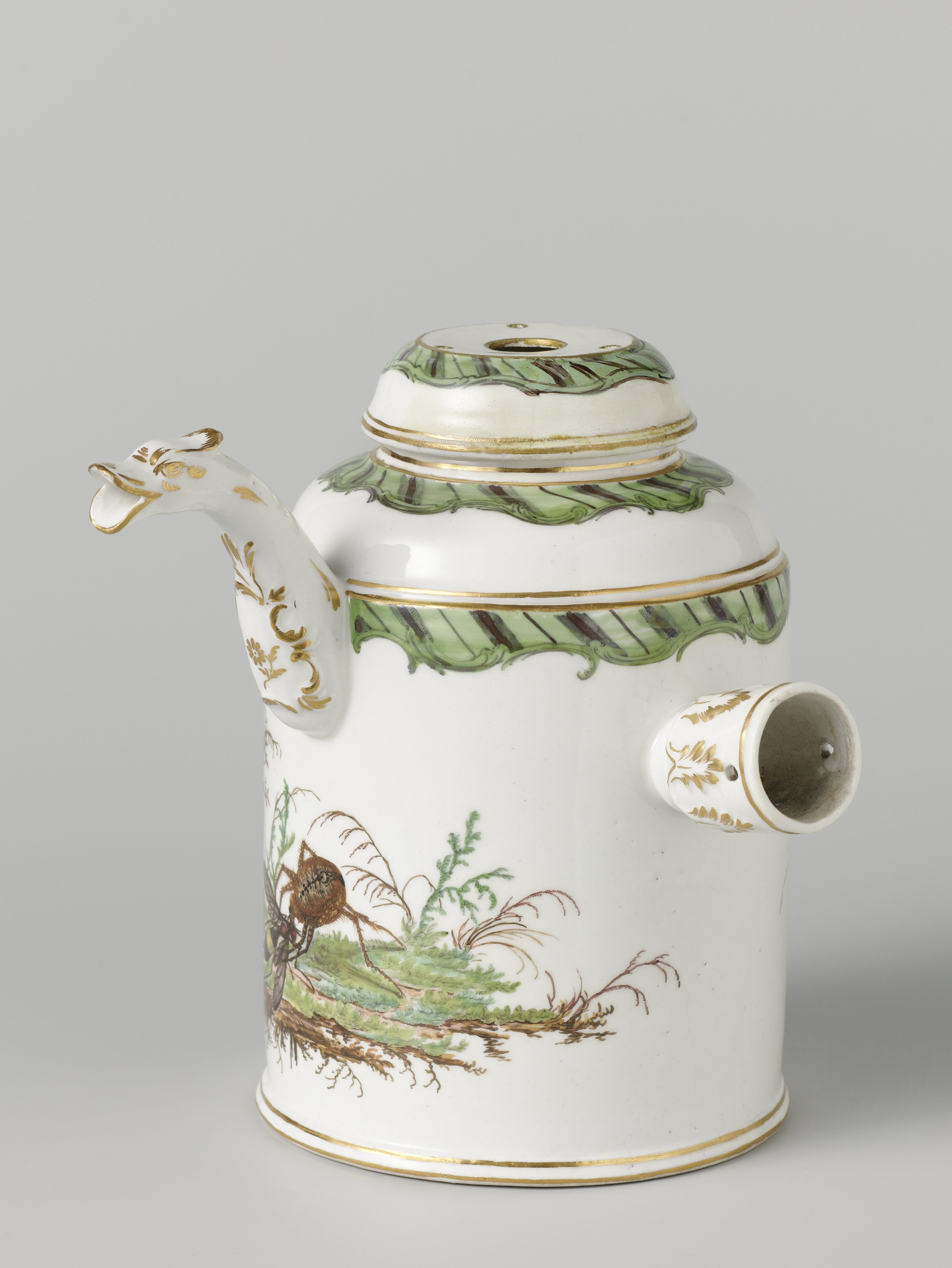
Chocoladekan (collectie Rijksmuseum)
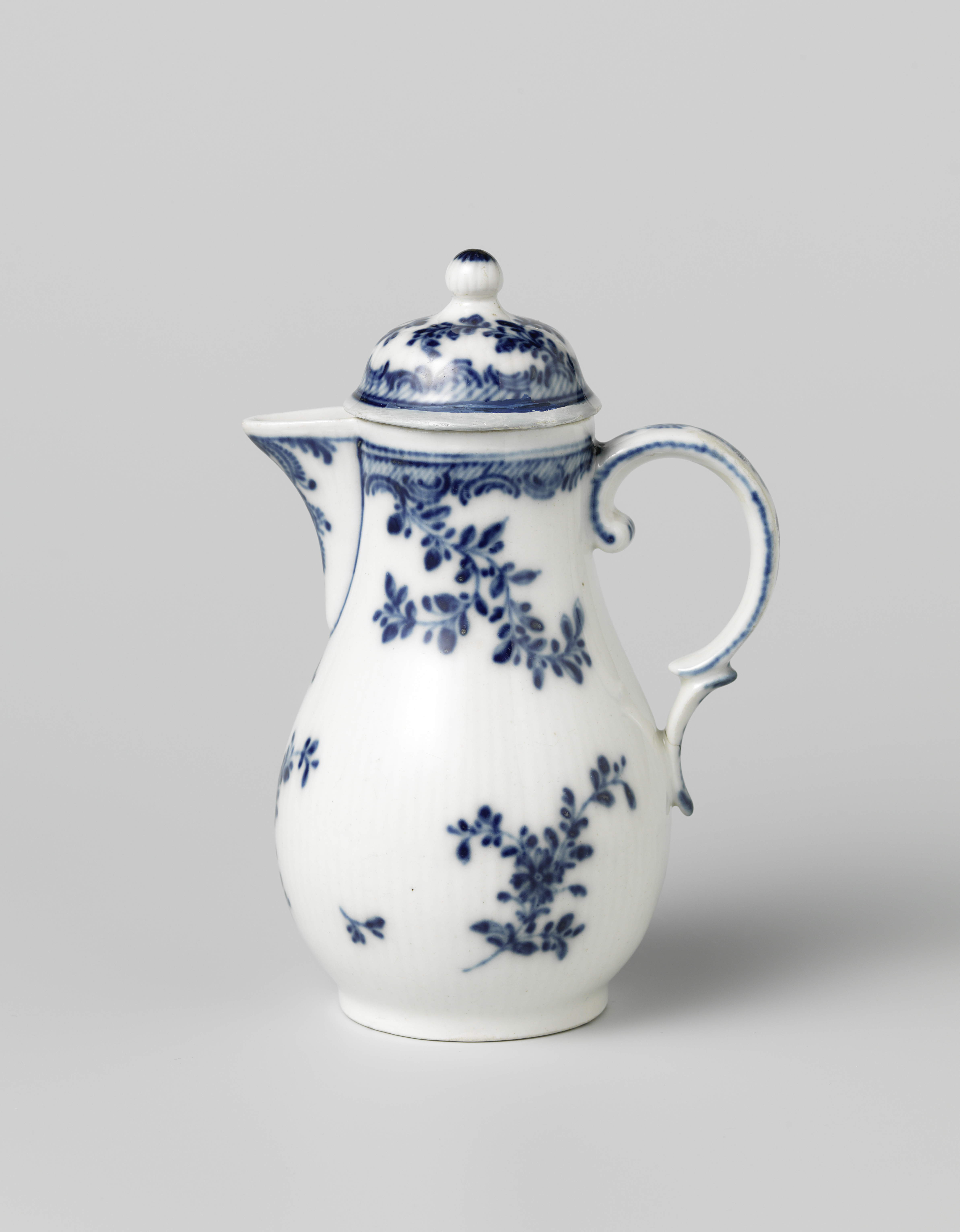
Melkkan
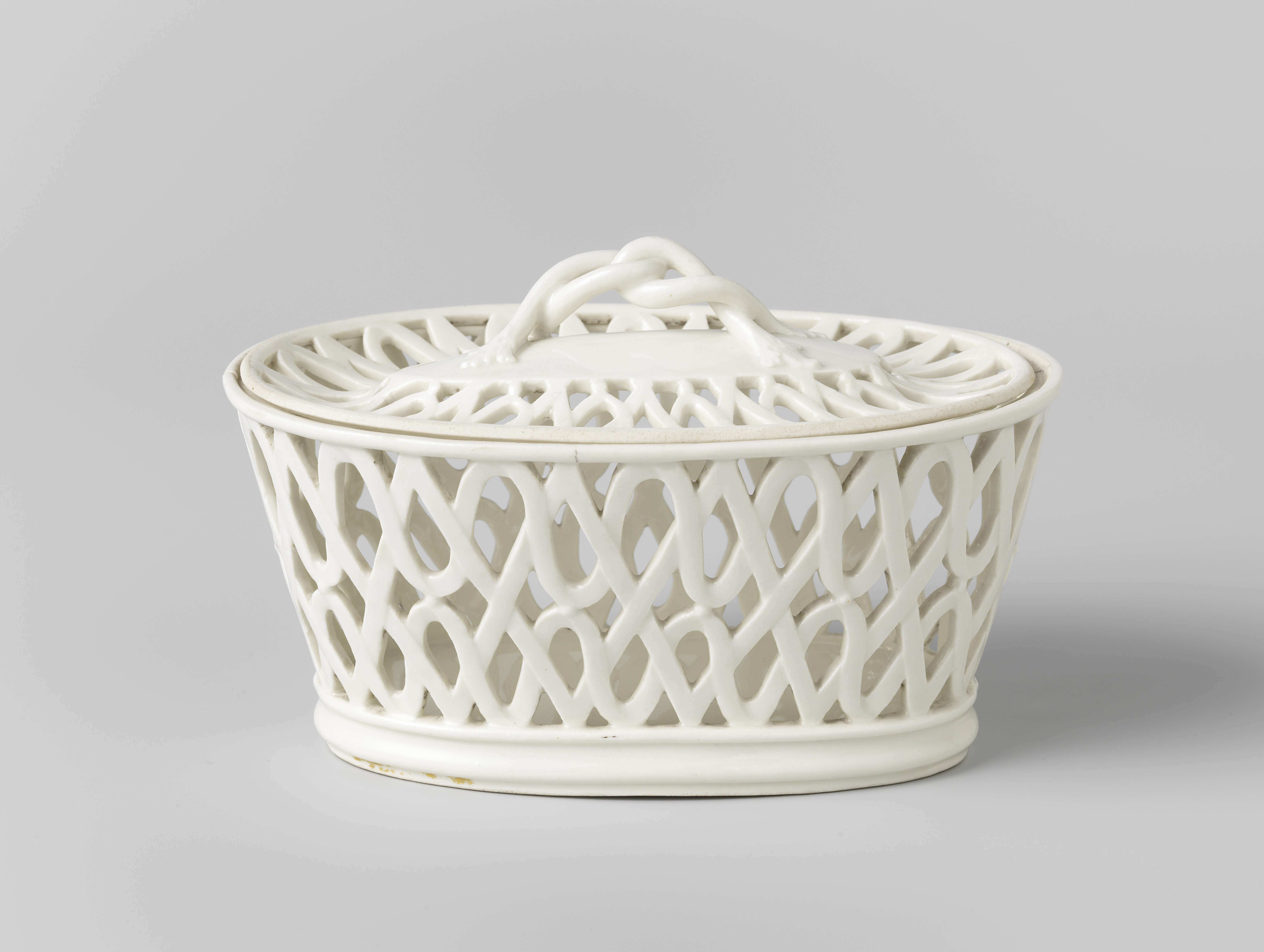
Opengewerkt porselein
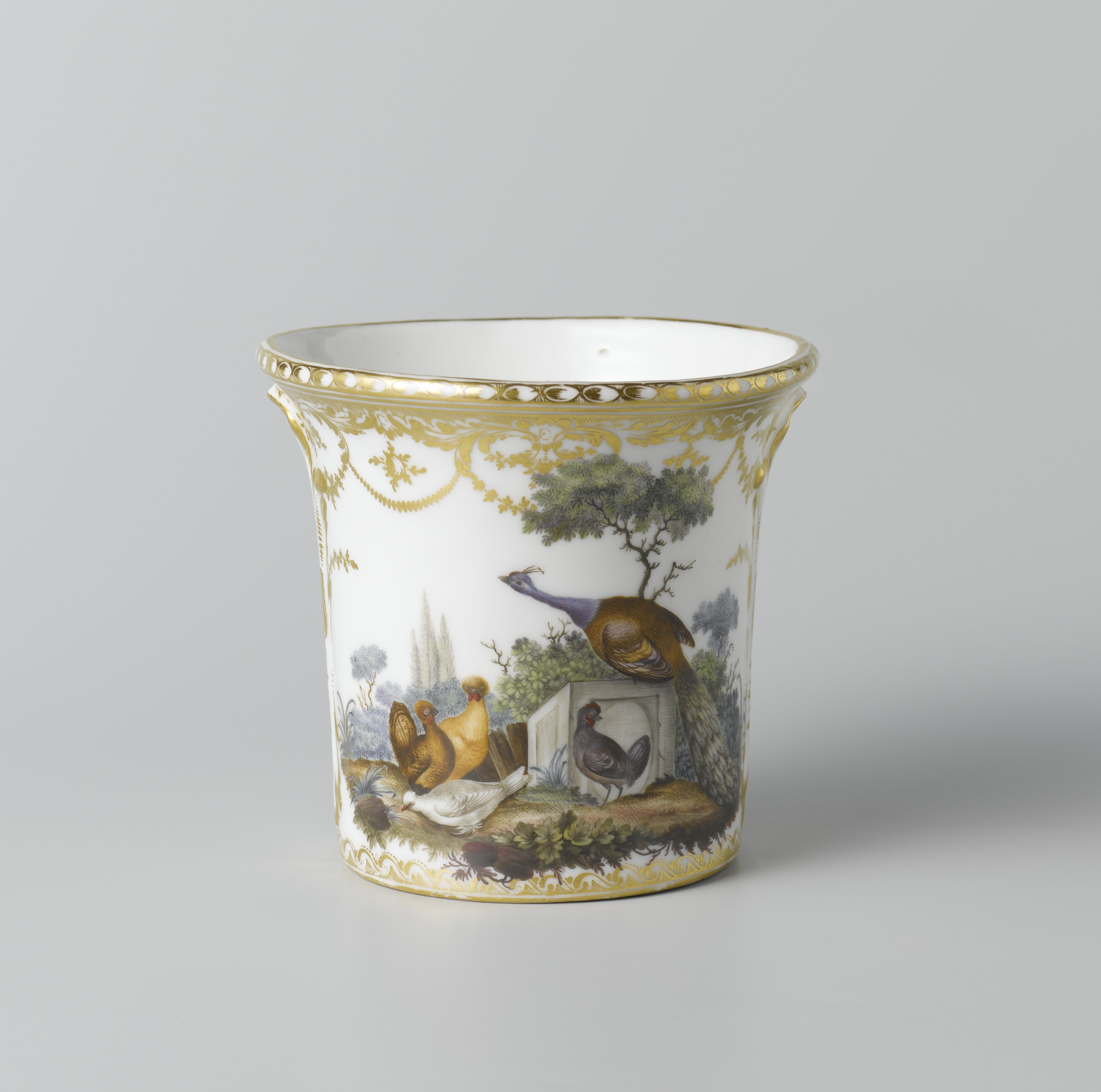
Sierbloempot

## Naslagwerken
- Redactie: A.L. den Blaauwen, Loosdrechts porselein 1774-1784 Waanders, Zwolle (1988) ISBN 906630121X
- Historische Kring Loosdrecht, De Loosdrechtse Porseleinfabriek Boven Water (2000)